# Юрий Яковлев (актьор, 1928 – 2013)
Вижте пояснителната страница за други личности с името Юрий Яковлев.
Ю̀рий Васѝлиевич Я̀ковлев (на руски: Ю́рий Васи́льевич Я́ковлев) е съветски и руски актьор.
Роден е на 25 април 1928 година в Москва в семейството на юрист и медицинска сестра. През 1952 година завършва Театралното училище „Борис Шчукин“, след което започва да играе в театъра и киното, като се налага като един от водещите актьори на Академичния театър „Евгений Вахтангов“. Популярност получава с комедийните си роли във филми като „Иван Василиевич сменя професията си“ („Иван Васильевич меняет профессию“, 1973) и „Ирония на съдбата или честита баня“ („Ирония судьбы, или С лёгким паром!“, 1975).
Юрий Яковлев умира на 30 ноември 2013 година в Москва.

## Избрана филмография
- „Идиот“ („Идиот“, 1958)
- „Иван Василиевич сменя професията си“ („Иван Васильевич меняет профессию“, 1973)
- „Ирония на съдбата или честита баня“ („Ирония судьбы, или С лёгким паром!“, 1975)
- „Кин-дза-дза!“ („Кин-дза-дза!“, 1986)